# Тиарет (област)
Тиарет  (на арабски: ولاية تيارت) е област (уилая) в северната част на Алжир, административен център е едноименния град Тиарет.

## Географско положение
Областта е разположена в Атласките планини, югозападно от столицата Алжир, на границата между гъстонаселения север и слабонаселения юг на страната.
Областта Тиарет граничи с провинциите Релизан, Тисемсилт и Медеа на север, Джелфа на изток, Лагуат и Ел Баяд на юг, Саида и Маскара на запад.

## Административно деление
Областта е разделена на 14 окръга и 42 общини.

### Окръзи
- 1. Айн Дееб
- 2. Дар Хиух
- 3. Дахмуни
- 4. Френда
- 5. Хамадия
- 6. Ксар Чекала
- 7. Махдия
- 8. Мехраа Сфа
- 9. Медруса
- 10. Meghila
- 11. Уед Лили
- 12. Рахуя
- 13. Согьор
- 14. Тиарет